# أوبن إس إس إل
أوبن إس إس إل (بالإنجليزية: OpenSSL) هو تطبيق مفتوح المصدر يحتوي على أدوات التشفير ويستعمل بروتوكولات طبقة النقل الامن. مكتبته الأساسية (مكتوبة بلغة البرمجة سي) تقوم بتنفيذ المهام الأساسية للتشفير وتوفر وظائف مختلفة. يمكنك استخدام مكتبة أوبن أس أٍس أل في مجموعة متنوعة من لغات الكمبيوتر المتاحة. إصدارات أوبن أس أٍس أل متاحة لمعظم أنظمة التشغيل مثل يونكس (بما في ذلك سولاريس، لينكس، ماكنتوش، وأنظمة بي أس دي الأربعة مفتوحة المصدر)، مايكروسوفت ويندوز، نظام ذاكرة افتراضية مفتوح، وغيرها من الأنظمة. تعتمد مكتبة أوبن أس أٍس أل على مكتبة (SSLeay) التي طوره اريك يونغ وتيم هدسون. تم ترخيص مجموعة أدوات أوبن أوبن أس أٍس أل تحت رخصة اباتشي، مما يعني أنك حر في الحصول على مصدره واستخدامه لأغراض تجارية وغير تجارية مع بعض شروط الترخيص البسيطة. يدار المشروع من قبل مجموعة من المتطوعين في جميع أنحاء العالم الذين يستخدمون شبكة الإنترنت في الاتصال، التخطيط، تطوير الأدوات والوثائق المرتبطة.

## مزايا
يوفر أوبن إس إس إل ما يلي:
- مكتبة البرمجة بلغة C تسمح بتوفير تطبيقات Client/Server وتستعمل فيها TLS/SSL.

1. كتابة الأوامر (OpenSSL) وتسمح ب:
2. كتابة مفاتيح DSA (التوقيع)، RSA

- عمل رخصات X509
- حساب البصمات (MD5,SH1...)
- تشفير وفك التشفير (DES, IDEA, RC2,RC4...)
- إجراء اختبارات الخادم/العميل SSL/TLS
- التوقيع وتشفير الرسائل (S/MIME)

## أوامر
| الأمر                                            | الشرح |
| ------------------------------------------------ | --- |
| man openssl                                      | يمكنك التعرف على كافة وظائف أوبن أس أٍس أل نستعمل الأمر |
| openssl <command> <option>                       | الصيغة العامة لاوامر أوبن أس أٍس أل |
| $openssl genrsa -out <file> <size>               | لعمل زوج من مفاتيح RSA نستعمل الأمر genrsa على أوبن أس أٍس أل |
| $openssl genrsa -out key.pem 1024                | مثال على الامر السابق حيث file اسم الملف الذي سنستعمله كمفتاح و size هي حجم الملف بالبت bits مثال المفتاح اسمه key.pem والحجم الذي اخترناه 1024.                                                          |
| $openssl rsa -in <file> -text -noout             | مشاهدة مفتاح RSA، حيث text تسمح بفك المفتاح و noout تقوم بحذف المخرج الذي من المفترض أن يخرج عبر rsa مع التذكير بأن الصيغة التي تخرج بها النتيجة هي Hexadecimal                                           |
| $openssl rsa -in key.pem -des3 -out key.pem      | تشفير ملف RSA، (لا يجب أن نترك أبدا المفتاح من غير تشفير وخصوصا private key لذلك نجد ثلاثة خيارات ممكنة للقيام بتشفير المفتاح des, -des3, -idea- يمكن استعمالها علر rsa، ثم نقوم بادخال كلمة المرور)      |
| $openssl rsa -in key.pem -pubout -out Pubkey.pem | عمل مفتاح عام/معلن Public Key، حيث المفتاح الخاص Private Key لا يمكن استعماله حتى وان كان مشفرا لأسباب أمنية، لهذا السبب يقع تبادل مفتاح عام public key بين الطرفين اللذَان يرغبان في تبادل الملفات بينهما |

## تشفير/ فك تشفير الملفات باستعمال RSA
```
openssl rsautl -encrypt -in MyFav.txt -inkey key.pem -out Crypt.txt

```

MyFav.txt هو الملف الذي أردت تشفيره، Crype.txt هو الملف بعد التشفير، inkey يحتي Private Key المفتاح السري الذي قمنا
بصنعه في البداية. طبعا لفك التشفير سنقوم بتغيير encryptt ب decrypt, لو أردنا تطبيقه عمليh> ستقوم الفتاة َAlice بتوليد مفتاحين الأخضر معلن والأحمر سري لا يمكن تبادله، ثم ستقوم Alice بارسال مفتاحها المعلن إلى Bob ليستعمله في تشفير رسالته. يستعمل Bob الملف المعلن في كتابة رسالة hello/مرحبا إلى Alice، وأخيرا عندما تصل الرسالة مشفرة إلى Alice ستقوم باستعمال مفتاحها الخاص لفك التشفير.

## الإصدارات الرئيسية
- أوبن إس إس إل 1.0.0 صدر في 29 مارس 2010.
- أوبن إس إس إل 0.9.8 صدر في 5 يوليو 2005.
- أوبن إس إس إل 0.9.7 صدر في 31 ديسمبر 2002.
- أوبن إس إس إل 0.9.6 صدر في 25 ستمبر 2000.
- أوبن إس إس إل 0.9.5 صدر في 28 فبراير 2000.
- أوبن إس إس إل 0.9.4 صدر في 9 أغسطس 1999.
- أوبن إس إس إل 0.9.3 صدر في 25 مايو 1999.
- أوبن إس إس إل 0.9.2b صدر في 22 مارس 1999.
- أوبن إس إس إل 0.9.1c صدر في 23 ديسمبر 1998.

## هيرتبليد 2 و 3
في 7 أبريل 2014 أكتشفت شركة كودنوميكون ثغرة أمنية كبيرة، والتي أعلنت عنها في موقعها رابط الموقع ، الثغرة لو أستغلتها جهات قرصنة لتمكنت من التحصل على كم هائل من المعلومات بدءا بكشف كلمة السر الدخول لأي موقع يستعمل التكنولوجيا
مواقع كبيرة كانت في مهبة الثغرة منها شركة ياهو وويكيميديا بكل مشاريعها.

## وصلات خارجية
- أوبن إس إس إل على موقع Open Hub (الإنجليزية)
- أوبن إس إس إل على موقع Free Software Directory (الإنجليزية)

- الموقع الرسمي